# بنراليزوماب
بنراليزوماب هو جسم مضاد وحيد النسيلة طورته ميديميون ليستخدم في علاج الربو.